# Скельський
- Скельська печера, Скельська сталактитова печера — розташована на схилі Байдарської долини поблизу села Родниківське, Крим.
- Скельські менгіри (Крим, Україна) — це древні мегалітичні споруди, вік яких — III — початок II тисячоліття до н. е. Знаходяться в Криму (Байдарська долина), селі Родниківське (Севастопольська міська рада).